# Gestão de recursos hídricos
Gestão de água, gerenciamento dos recursos hídricos ou administração dos recursos hídricos é atividade de planejar, desenvolver, distribuir e administrar a utilização mais otimizada dos recursos hídricos. É uma subdivisão da administração dos ciclos hídricos. Num mundo ideal, o planejamento da gestão dos recursos hídricos leva em conta todas os necessidades simultâneas de água e procura distribui-la de maneira equânime visando satisfazer todos os seus usos e necessidades; na prática, no entanto, isto raramente pode ser feito de maneira ideal.

## Recursos hídricos

Visualização da distribuição (por volume) da água na Terra. Cada pequeno cubo (como o que representa a água biológica) representa aproximadamente 1000 quilômetros cúbicos de água, com uma massa de aproximadamente 1 trilhão de toneladas (200.000 vezes a da Grande Pirâmide de Gizé ou 5 vezes o do Lago Kariba, possivelmente a estrutura mais pesada já feita pelo homem). Todo o bloco contém 1 milhões de cubos pequenos.

A água é um recurso essencial para todas as formas de vida no planeta. Dos recursos hídricos da Terra, apenas três por cento não são salgados, e dois terços da água doce está presa na forma de calotas polares e glaciares. Do um por cento restante, um quinto se encontra em lugares remotos e inacessíveis, e boa parte da água de chuva resultante de inundações causadas pelas monções não podem ser utilizadas com facilidade. Atualmente, apenas 0,08% de toda a água doce do mundo é explorado pela humanidade, e utilizado para necessades cada vez mais crescentes de tratamento de esgoto, água potável, na indústria manufatureira, agricultura e esportes aquáticos.
Boa parte dos esforços destinados à gestão de recursos hídricos está direcionado para a otimização do uso da água e a minimização do impacto ambiental do uso da água no meio ambiente natural.
A administração bem-sucedida de quaisquer recursos exige um conhecimento preciso dos recursos disponíveis, as utilizações para quais eles serão destinados, as necessidades simultâneas destes recursos, e as medidas e processos que medem a importância e o valor das necessidades e dos mecanismos, visando traduzir as decisões políticas em ações práticas.
Para a utilização da água como recurso isto torna-se particularmente difícil, tendo em vista que diversas fontes de água podem percorrer diversas fronteiras nacionais, e entre os usos feitos pela água estão muitos usos para os quais é difícil atribuir algum valor financeiro e que são difíceis de serem administradores em termos convencionais.